# Лила (Торино)
Лила (итал. Lilla) је насеље у Италији у округу Торино, региону Пијемонт.
Према процени из 2011. у насељу је живело 11 становника. Насеље се налази на надморској висини од 818 м.